# Maria från Alexandria

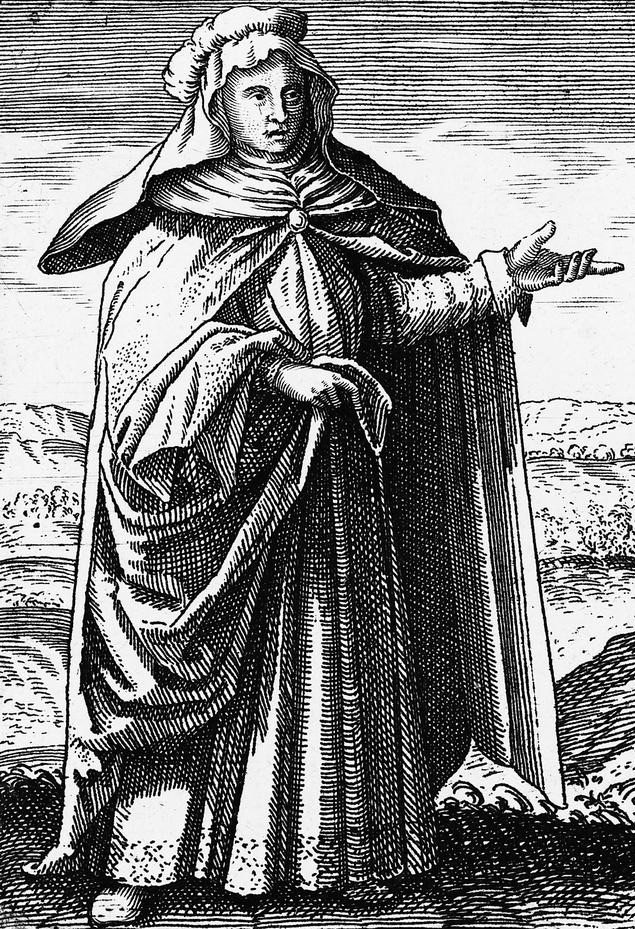
Maria från Alexandria

Denna artikel handlar om alkemisten. För det kristna helgonet, se Maria från Egypten.
Maria från Alexandria, även kallad Maria judinnan och Maria Hebraea, var en romersk-egyptisk alkemist. Hon beräknas ha levt mellan första århundradet och 200-talet.
Maria, som var en av de allra första alkemisterna, levde och verkade i Alexandria i Egypten.  Uppgifterna är ganska oklara om henne; huvuddelen av vår kunskap kommer från den egyptiske alkemisten Zosimos, som verkade cirka 500 år efter Maria. Enligt vissa legender levde hon långt tidigare och skall ha varit identisk med Mose syster Mirjam. Detta bygger dock troligen på en feltolkning av uttrycket "syster till Moses" som enbart användes för att betona att hon var judisk och mycket vis.
Det anses att hon experimenterade med en rad olika kemiska reaktioner, och att hon sökte omvandla metaller till andra metaller baserat på en teori om att de var levande och hade hanligt och honligt kön.
Hon uppfann en rad apparater för att värma och destillera ämnen, bland annat vattenbadet, som på många språk är uppkallat efter henne (franska: bain-Marie, tyska: Marienbad, italienska: bagnomaria).